# 耶律那也
耶律那也（やりつ なや、生没年不詳）は、遼（契丹）の軍人。字は移斯輦。六院部夷離菫の耶律蒲古只の末裔。

## 経歴
南剋の耶律斡里の子として生まれた。父が西夏に対する征戦中に戦没したため、9歳で諸衛小将軍の位を加えられ、題里司徒となった。まもなく宿直官として召された。太康3年（1077年）、遙輦剋となった。太安2年（1086年）、知右夷離畢事となった。太安4年（1088年）、同知南院枢密使事となった。太安5年（1089年）、再び知右夷離畢事となった。
太安9年（1093年）、倒塌嶺節度使として出向した。太安10年（1094年）冬、北阻卜の首長の磨古斯（マルクズ）が反抗すると、那也は招討都監の耶律胡呂とともに精鋭の騎兵2千を率いて磨古斯を討ち、撃破した。那也は耶律胡呂を漢人行宮副部署に推薦した。寿昌元年（1095年）、達理得・抜思母らを討って功績を挙げ、烏古敵烈部統軍使に転じた。任期が終わった後、部民が留任を請願したため、再任を許された。
乾統6年（1106年）、中京留守に任じられた。北院大王に転じて、死去した。

## 伝記資料
- 『遼史』巻94 列伝第24